# Кайла Ганелайн
Кайла Ганелайн (англ. Kayla Haneline; 4 липня 1994, Платсмут, Небраска) — американська волейболістка, центральна блокуюча.

## Із біографії
Виступала за команду Університету Північної Айови. З сезону 2017/2018 грає за професіональні клуби.
У складі національної збірної бронзова медалістка Панамериканського кубка 2023 року і учасниця Ліги націй 2024.

## Клуби
| Роки      | Команди                    |
| --------- | -------------------------- |
| 2017—2018 | «Вашаш» (Будапешт)         |
| 2018—2019 | «Кангасала»                |
| 2019—2020 | «ЛП Вієсті» (Сало)         |
| 2019—2020 | «Роте Рабен» (Фільсбібург) |
| 2020—2021 | «Зуль Тюринген»            |
| 2022—2023 | «Дрезднер СК»              |
| 2023—2024 | «Альянс» (Штутгарт)        |
| 2024      | ЛОВБ «Атланта»             |

## Досягнення
Панамериканський кубок
- Третє місце (1): 2023

Чемпіонат Німеччини 
- Перше місце (1): 2024

Кубок Німеччини 
- Перше місце (1): 2024

Суперкубок Німеччини 
- Перше місце (1): 2023